# Henryk Hubertus Jabłoński
Henryk Hubertus Jabłoński (geb. als Helmut Hubertus Degler; * 3. November 1915 in Danzig; † 11. Oktober 1989 in Danzig) war ein polnischer Komponist und Musikpädagoge.
Der aus einer deutschsprachigen bürgerlichen Familie stammende Degler hatte ab 1932 Cellounterricht bei Kazimierz Wiłkomirski in Danzig. Danach studierte er in Berlin Komposition bei Werner Schramm und Alfred Paetsch. Ab 1935 arbeitete er als Cellist und Arrangeur von Unterhaltungsmusik beim Radiosender von Danzig. Während des Krieges spielte er in Danzig in kleinen Unterhaltungsbands Cello und Klavier.
Nach dem Krieg blieb er in Polen und änderte 1948 seinen Namen nach dem Mädchennamen seiner Großmutter Rozalis Jabłońska in Jabłoński. Er begann als Cellist im Sinfonieorchester der Stadt Danzig zu arbeiten, leitete von 1948 bis 1953 den Chor der Politechnika Gdańska und von 1951 bis 1954 den Chor der Schiffbautechniker Danzig. Für den Rundfunksender der Stadt bearbeitete er vor allem kaschubische Volksmusik. Für das von Stefan Rachoń geleitete Polska Orkietra Radiowa komponierte er seit Ende der 1940er Jahre Unterhaltungsmusik. Zudem wurde er auch bekannt als Filmmusikkomponist und Komponist populärer Lieder wie Bezdomne pocałunki (Text: Jacek Kasprowy), Hej, chłopcy (Text: Roman Sadowski), Nie jestem taka zła (Text: Jacek Kasprowy), und Pierwszy siwy włos (Text: Kazimierz Winkler), die u. a. von Barbara Dunin, Marta Mirska, Regina Pisarek und Violetta Villas gesungen wurden.
Von 1954 bis 1980 unterrichtete Jabłoński an der Staatlichen Musikhochschule Danzig. Er wurde mehrfach ausgezeichnet, u. a. mit dem Künstlerpreis (1951) und dem Preis des Präsidenten der Stadt Danzig (1975) und dem Preis Erster Klasse des Ministeriums für Kultur und Kunst. 1953 gewann er mit einer Cellosonate den Zweiten Preis beim Kammermusikwettbewerb des polnischen Komponistenverbandes. Jabłoński war der Vater des Cellisten Roman Jabłoński.

## Werke
- Dwie suity polskie für Orchester (1945–46)
- Kwartet smyczkowy (1948)
- Suita chmur für Orchester (1948)
- Trio für Flöte, Klarinette und Cello (1948)
- Uwertura „Jubileuszowa“ für Orchester (1949)
- Młodość, sinfonische Dichtung (1949–51)
- Uwertura „Gdańska“ für Orchester (1951)
- Z Wybrzeża, Kantate für Bariton, Sprecher, gemischten Chor und Orchester (1951)
- Suita für Orchester (1952)
- Symfonia nr 1 „Kaszubska“ für Orchester (1952)
- Wyzwolenie Wybrzeża, sinfonische Dichtung (1952)
- Suita für Flöte, Klarinette, Klavier, Cembalo und Streicher (1952)
- Sonatina für Geige und Bratsche (1953)
- Groteska für zwei Piccoloflöten und Orchester (1953)
- Sonata für Cello solo (1953)
- Symfonia nr 2 (1955)
- Sonata für Geige und  Cello (1955)
- Bagatela für Fagott und Orchester (1956)
- Filmmusik zu Koledzy von Janusz Nasfeter (1956)
- Filmmusik zu Pogodne lato von Tadeusz Jaworski (1956)
- Filmmusik zu Lejek von Maciej Sieński (1957)
- Filmmusik zu Piotr Michałowski von Jarosław Brzozowski (1957)
- Koncert für Cello und Orchester (1959)
- Drei Stücke für Mandolinenorchester (1959)
- Koncert für Flöte und Orchester (1960)
- Filmmusik zu Zaczęło się pod semaforem von Wojciech Fiwek (1960)
- Filmmusik zu Ostatnia wycieczka von Wojciech Fiwek (1961)
- Pomorski szumi wiatr für gemischten Chor a cappella (1961)
- Muzyka für Geige und Klavier (1962)
- Tryptyk (Improwizacja) für Orgel (1963)
- La stelo de l’espero für Flöte, Harfe, Celesta, Perkussion und Streicher (1963)
- Trzy fantazyjne tańce polskie für Orchester (1963)
- Trzy miniatury für drei Klarinetten (1963)
- Trzy utwory für drei Klarinetten (1963)
- Allegro symfoniczne für Orchester (1963)
- Cztery pieśni do słów Juliana Tuwima für Sopran und Orchester (1964) für Sopran und Klavier (1965)
- Cztery pieśni do słów Janiny Kątkowskiej für Stimme und Klavier oder für Sopran, Harfe, Streicher und Perkussion (1964)
- Milliarium für Cello und elf Instrumente (1964)
- Janko Muzykant, sinfonische Dichtung (1964)
- Filmmusik zu Romek i Anka von Wojciech Fiwek (1964)
- Filmmusik zu Polska – Święto Urodzaju von Jarosław Brzozowski (1964)
- Janko Muzykant, Ballett (1965)
- Freski für Geige und Orchester (1965)
- Siedem improwizacji für Cello und Klavier (1966)
- Frak, Ballett (1967)
- C-67 für Cello und Orchester (1967)
- Tryptyk für drei Celli (1967)
- Suita für Cello und Klavier (1967)
- Koncert für Trompete und Orchester (1968)
- Koncert für Geige und Orchester (1968–69)
- Suita organowa (1969)
- Gdańska noc, Ballett für Solostimmen, Sprecher, zwei gemischte Chöre und Orchester (1969–70)
- Espressione per violoncello ed archi (1971)
- Lieder zu Gedichten von Johannes Bobrowski für Sopran und Klavier oder Orchester (1971)
- Suita für Oboe, Fagott und Klavier (1971)
- Trzy inwencje für drei Celli (1971)
- Trzy obrazy muzyczne für Cello und Klavier (1971)
- Capriccio per orchestra (1972)
- Capriccio für Cello solo (1972)
- Gromnicznik, vier Lieder für Sopran, Bass und Klavier (1972)
- Nec temere nec timide für Bass, gemischten Chor und Orchester (1972)
- Trzy tańce polskie für Blasorchester (1972)
- Koncert fortepianowy (1973)
- Rapsodia polska für Orchester oder Blasorchester (1973)
- Dwie miniatury für Gitarre solo (1973)
- Pani Helena (czyli Gołąb o orlich skrzydłach), Oper (1973–75)
- Koncert für zwei Celli und Sinfonieorchester (1974)
- Sei capriccios per cello solo (1974)
- Mosty für Orchester (1975)
- In medias res für Streichorchester (1975)
- Trzy fragmenty muzyczne für fünf Blasinstrumente (1975)
- Trio für Geige, Cello und Klavier (1975)
- Koncert für Orgel, Sopran, Alt, Bariton, gemischten Chor und Orchester (1976)
- Koncert für Klarinette, Gitarre, Cello und Orchester (1977)
- Short Story für Cello und Klavier (1977)
- Kaprys für Geige solo (1977)
- Dolina milczenia, sinfonische Dichtung (1980)
- Traumulus für Streichorchester (1981)
- Fantazja na temat „Wśród nocnej ciszy“ für Geige, Perkussion, Harfe und Klavier (1982)
- Fantazja na temat „Przybieżeli do Betlejem“ für Geige, Perkussion, Harfe und Klavier (1982)
- Pięć aforyzmów organowych (1982)
- Intrada für Blasorchester (1982)
- Aforyzmy für Orgel (1982)
- Cztery wizje für Cello und Klavier (1983)
- Koncert für Orgel, Sopran oder Tenor und Glocken (1983)